# 天野鍜助
天野 鍜助（あまの かすけ、1883年4月24日 - 1966年3月19日）は、日本の沖縄県の教育者、政治家である。長男は琉球政府の農業技術者の天野鉄夫である。

## 来歴
大宜味村に生まれる。1903年（明治36年）、沖縄県師範学校を卒業し、具志川尋常高等小学校の訓導となる。1911年に訓導を退職し、大宜味村村会議員をつとめたたが、1914年に教職に就き、辺野喜小学校や古宇利小学校の校長を務めた。
1920年に、初の民選として大宜味村の村長に当選し、以後、3期務める。しかし、1931年（昭和6年）、大宜味村政革新運動が起き、村の経営について批判を受け、6月には、辞職要求を突きつけられた。
翌1932年（昭和7年）6月に議会で辞任を表明した。しかし、同年の大宜味村の村会議員選挙に立候補して、当選した。1933年（昭和9年）、沖縄県議会議員に当選する。